# Amasis-Maler

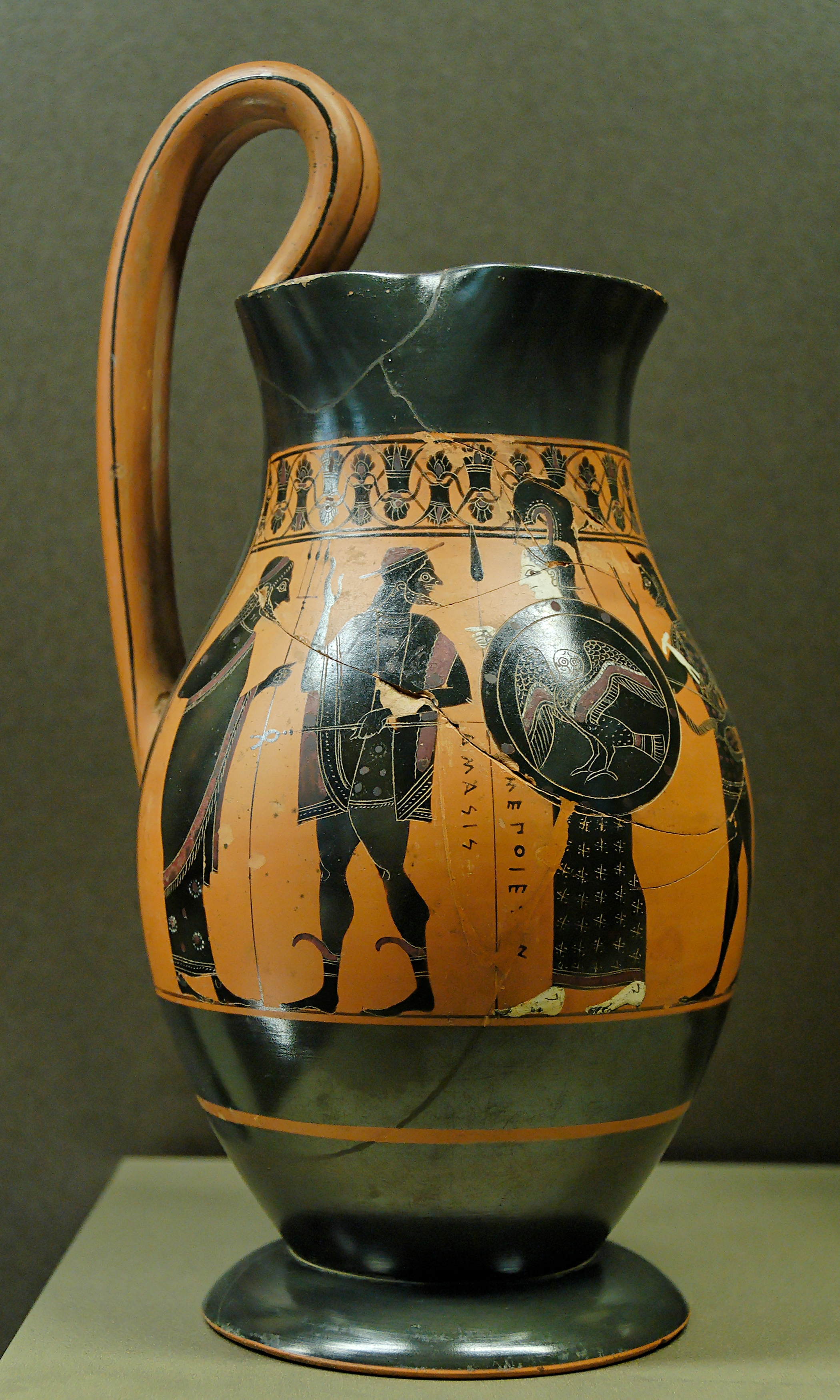
Olpe des Amasis-Malers, Paris, Louvre Inv. F 30

Der Amasis-Maler (auch Amasismaler; tätig um 550–510 v. Chr. in Athen) war ein griechischer Vasenmaler des schwarzfigurigen Stils. Seinen Notnamen verdankt er der Tatsache, dass acht von dem Töpfer Amasis hergestellte signierte Arbeiten (Amasis hat mich – hat es – gemacht) von einem Maler bemalt worden sind, den man daraufhin den Amasis-Maler nannte. Von diesen Arbeiten ausgehend, werden ihm heute rund 90 Werke zugeschrieben, von denen sicherlich noch weitere von Amasis dem Töpfer geformt worden sind.
In seinen frühen Werken knüpfte er noch an die alten Traditionen mit übermäßig langen Figuren mit kleinen Köpfen und eckigen Bewegungen an. Im Gegensatz zu seinen Vorgängern gelang es ihm aber bald, seine eigenen Arbeiten mit Leben und Spannung zu füllen. Er lockerte die überlieferten Formen auf und bereicherte sie gleichzeitig um neue Kompositionsformen. Seine Figuren werden im Laufe der Zeit immer fülliger und strotzen vor Lebensmut. Auslöser für diese Änderung war höchstwahrscheinlich die gegen 540 v. Chr. eingeführte rotfigurige Vasenmalerei mit ihren neuen Darstellungsmöglichkeiten, von der er sich offensichtlich inspirieren ließ. Er übernahm die von den jungen rotfigurigen Maler angewandten reicheren Ausgestaltungen und übertrug sie, soweit möglich, auf seine schwarzfigurige Malerei. Im Gegensatz zu einigen jüngeren Zeitgenossen wie z. B. dem Andokides-Maler, an dem er sich vielleicht orientiert hat, hielt er weiterhin an der schwarzfigurigen Malerei fest und stellte sich nicht um.

## Werke
- Athen, Akropolismuseum: 
 Pinax 2510
- Berlin, Antikensammlung: 
 Bauchamphora F 1688 • Amphora F 1691 • Fragment einer Bauchamphora F 1692
- Bloomington, Indiana University Art Museum: 
 Amphora 71.82
- Boston, Museum of Arts: 
 Halsamphora 18.026 • Amphora 01.8026 • Amphora 01.8027 • Schale 10.651
- London, British Museum: 
 Olpe B 52 • Olpe B 471
- Malibu, J. Paul Getty Museum: 
 Schale 79.AE.197
- München, Glyptothek und Antikensammlung: 
 Bauchamphora 1383 • Amphora 8763
- New York, Metropolitan Museum of Art: 
 Bauchamphora 06.1021.69 • Amphora 56.171.10
- Paris, Musée National du Louvre: 
 Schalen-Skyphos A 479 • Amphora F 25 • Amphora F 26 • Oinochoe F 30 • Amphora F 36 • Schale F 75
- Würzburg, Martin-von-Wagner-Museum:  
 Amphora L 265